# だんだん
『だんだん』は、2008年（平成20年）度後期放送のNHK「連続テレビ小説」第79作で、2008年9月29日から2009年3月28日まで放送されたテレビドラマである。全150回。脚本は森脇京子、音楽は村松崇継。

## 概要
主な舞台は島根県および京都市で、島根県が連続テレビ小説の主な舞台になるのは本作が初となった。
テーマは、「愛」、「産んでくれてありがとう」、「育ててくれてありがとう」、「あなたに出会えてありがとう」。そんな「ありがとう」という感謝の意味を持つ出雲弁の「だんだん」がタイトルにつけられた。
生まれてすぐに離れ離れとなり、島根県と京都市でそれぞれ育ったヒロインの双子を三倉茉奈・三倉佳奈が演じる。2人は、1996年度下半期に『ふたりっ子』で、朝ドラのヒロインの子供時代を演じた経験があり、このような以前にも出演歴のある俳優が再度別作品でのヒロインを演じるのは史上初となる。
この10年の間に茉奈・佳奈がほかのNHK作品への出演を経ていたという点を活かした演出がされ、のぞみの回想録という形で、『ふたりっ子』、『ドラマ新銀河・この指とまれ2』、『ドラマ愛の詩・双子探偵』での茉奈の少女時代の映像を第6回（2008年10月4日生放送分）の中で織り込む演出が行われた。
撮影期間は、2008年5月26日から2009年2月20日（総集編用の追加撮影は含まず）。
初回視聴率は16.8%、平均視聴率は16.2%、最高視聴率は18.7%、最終回視聴率は18.2%（ビデオリサーチ調べ、関東地区・世帯）。
※作品内容については、朝ドラ情報、公式サイト、『NHKウイークリーステラ』誌上などでの記事のほか、注釈・出典で示した新聞記事などに基づく。

## あらすじ
松江に住む田島めぐみ（三倉茉奈）は歌が大好きな高校3年生。
ある時、縁結びの地、出雲大社で自分とうり二つの顔の舞妓、一条のぞみ（三倉佳奈）と出会ったことから、2人の物語は始まっていくことになる。
そっくりな顔の二人だけれども、性格は全然異なる2人。時にはライバルとして、時にはお互いに支え合いながら生きる、めぐみとのぞみ。
やがて2人は歌手デビューを果たすが、人気絶頂期に解散してしまう。
解散後、めぐみは松江、のぞみは京都の地で、それぞれの新しい人生の歩みを踏み出していくこととなる。

## キャスト

### レギュラー出演

#### 主人公
田島（石橋）めぐみ
演 - 三倉茉奈（3歳時：坂口苺）
1982年8月16日生まれ。物語開始の2000年7月時点で、松江の高校の3年生。1997年ごろから幼なじみの康太と俊と3人組バンド「シジミジル」を組んで路上ライブを行うほど歌が大好きで、将来は東京へ行き、「シジミジル」でプロのミュージシャンになるのを夢見ていた。しかし、2学期になってまもなく、現実を考えて、高校卒業後は地元の看護学校へ進学することに決めた。それから1か月後の10月29日、「シジミジル」の解散ライブで行った地元の老人ホーム「ひなげし」で、介護の素晴らしさを知って、進路を変更。
2001年4月、介護福祉士になるために、京都の大学へ進学。それに伴い、入学前の3月の春休みから、のぞみも住んでいる祇園の置屋兼お茶屋「花むら」に下宿する。同じ年の5月26日、弟の健太郎が歌声が聴きたいからと松江から持ってきたギターと、京都のライブハウス「ワイルドダック」でステージに立ってパフォーマンスをするのぞみと康太と俊の姿を見て、半年前に止めていた音楽に再び触れることとなる。それから2日後には、老人ホーム「琥珀苑」での介護のボランティア活動も始める。その年の8月16日、ちょうど1年前の松江城内での「シジミジル」のライブで、数時間前に出雲大社で偶然顔を合わせたばかりののぞみと一緒に歌った「赤いスイートピー」を聴いて、この2人を歌手としてデビューさせようとあらゆる手を使って口説いてきた大阪の芸能事務所のマネージャーの石橋が福岡へ転勤になると聞いて、石橋への想いに気づく。数日後、その日のうちに福岡に発つ石橋が最後に寄った「ワイルドダック」で、19歳の誕生日プレゼントにと石橋がくれたオルゴールに使われていた「M」をギターで弾き語り。途中から参加したのぞみと素晴らしいハーモニーをきかせたことで、石橋の福岡行きを思いとどまらせた。
2002年4月30日、大学生を続けながら、のぞみ、康太、俊と一緒に「シジミジル」でプロの歌手になる決意をする。このとき、「花むら」を出て、のぞみと一緒に大阪のマンションで暮らすようになる。
その後、念願の歌手デビューを果たす。最初、4人による「SJ」（「シジミジル」の略称）として関西圏で活動し、次に、のぞみとの双子デュオ「Sweet Juno（スイートジュノ）」として全国に名を轟かせ、一世を風靡した。しかし「琥珀苑」での介護のボランティア活動との両立ができなくなったことや、所属事務所の命令による「SJ」の強制解散、カバー曲中心の活動に疑問を感じて、2003年10月19日、「Sweet Juno（スイートジュノ）」の初めてのコンサートの最後に突如解散を宣言。2004年3月からは、再び「花むら」に下宿する日々を送る。
そんな中、同年8月にボランティア先で介護と看護の境界線を知ったことで、大学卒業後は松江で介護福祉士として働きながら、看護師の資格も取る決意を固める。しかし、3年後の秋、無理がたたって体調を崩し、看護師の資格取得に専念。翌年の2008年3月、無事に看護学校を卒業し、4月からは看護実習で訪れた松江第一病院で看護師として働き始める。
同年11月、10年ぶりに知夫里島に帰郷の石橋に同行した際、目の前に雄大な日本海が広がる赤壁で石橋から一緒に実家の診療所をやっていかないかとプロポーズされ、それを受け入れた。3年後の2011年1月、介護と看護が必要な知夫里島で島民の健康を守るために石橋と毎日奮闘の日々を送っていた。と同時に、お腹の中には新しい命が宿っていた。
「ワイルドダック」では、大抵バナナジュースを注文している。携帯電話の着信音は「赤いスイートピー」（歌手活動以降、マナーモードの方が多い）。のぞみとの見分け方は、右手で受話器をとったり、緊張や不安の状態のときには右手で左腕をさすったりするところと、カジュアルな洋服や白衣の着用が多く、出雲弁を話すところ。名前の由来は「愛に恵まれますように」という両親の願いから来ている。
一条（花村）のぞみ
演 - 三倉佳奈
京都・祇園の芸妓の娘で、芸一筋に生きる舞妓。好きな曲は「赤いスイートピー」と「M」。18歳の誕生日の2000年8月16日、出雲大社で銀のススキの簪を落とし、それをめぐみが拾った。そして、めぐみと顔を合わせた瞬間、あまりに瓜二つであったので2人とも驚き、言葉を失う。さらに、その場に居合わせた石橋に促されてめぐみが言った誕生日が自分と同じ誕生日であったので、ますます動揺してしまい、舞妓になった5月15日を誕生日と言ってしまった。その後、「花むら」で酔っ払った後藤が、18年前に隆康があやした赤ん坊の名前をめぐみと口を滑らせたことで、自分とめぐみは双子の姉妹だと確信。それからめぐみと頻繁に連絡し合うようになり、同年の10月1日にめぐみが松江の市役所で手に入れた戸籍謄本で2人が本当の姉妹であることが判明した。それから6日後、家族に嘘をついて祇園に来させためぐみと入れ替わって松江に行き、翌日、実の父親である忠から、母親の真喜子との出会いから結婚を経て離婚までに至った経緯を聞く（一方のめぐみも、祇園で生母の真喜子から真相を聞かされる）。
翌年の春から、めぐみが大学進学のために京都に移ってきたことで、自由な生活を送るめぐみをうらやましく思うようになる。そして、2002年2月24日、忠のボクシングの試合を観て、芸妓になることが自分の道ではないと考え、襟替えを10日後に控えているにもかかわらず、舞妓を辞め、翌日からは松江に移り住む。
低学歴のため、アルバイトに応募することを躊躇するが、やがてめぐみら3人とともに歌手になる決意をする。「SJ」解散後のめぐみとの双子デュオ「Sweet Juno（スイートジュノ）」では、順調に活動を展開するが、解散後のソロ活動は不調で、「舞妓姿で歌を歌う」という案を拒絶して所属していた「サリーミュージック」との契約を解消。キャバレーなどで細々と歌手活動を続ける。やがて自分の歌手活動の限界を感じ、2004年9月、再び祇園に戻る道を選んだ。
3年後の2007年10月、井上流の名取となることを許された一流の芸妓となったが、自分が育った「花むら」の今後の行く末を考えて、同年11月に次の女将になる覚悟を決めた。同時に、康太の妻になる決意もする。なお、2001年春ごろから2004年夏ごろまでは石橋に想いを寄せていて、その気持ちを何度も伝えていたが、ことごとくフラれていた。
2008年2月、芸妓を辞めて「花むら」の女将となり、女将修行を始める。その際、前女将である久乃の養子に入り、さらに同年5月、康太と結婚した。3年後の2011年1月、久乃の手助けなしに何でもひとりでこなせる立派な女将へと成長していた。同年2月、見かねた久乃は、2人の時間を作る目的で、2人には内緒でわざと家出をさせた舞妓の花知こと、節を松江まで迎えに行かせた。その後、節から真相を聞かされ、2人は仲直り。その足で知夫里島へと向かった。そして、めぐみたち「シジミジル」のメンバーの前で妊娠を報告した。
2002年ごろから2004年9月ごろにかけては、携帯電話の着信音は主に「M」にしている。めぐみとの見分け方は、左手で受話器をとったり、緊張や不安の状態のときには左手で右腕をさすったりするところと、エレガントな洋服や和服の着用が多く、京言葉を話すところ。名前の由来は「望みがかないますように」という両親の願いから来ている。

#### 松江の人々
田島忠
演 - 吉田栄作
めぐみとのぞみの実の父親で、真喜子の元夫。優しいが、頑固なところもある松江市宍道湖のシジミ漁師。めぐみの友達には「松江のトム・クルーズ」と言われている。シジミの佃煮が大好物。中学卒業後はプロボクサーになるために、両親に反発して大阪へ。17歳でプロボクサーとなり、才能があると将来を有望視されていたが、2年後、父親の死を伝えに来た当時の妻の真喜子が2人の男性に絡まれた際、その中の相手ひとり（元ボクサー）を殴ったためにボクサーを辞め、真喜子とも離婚し松江へ戻ることとなった。その際、めぐみひとりだけを連れて帰った。それから19年、ボクシングを封印していたが、「黒髪」が上手に舞えないと言う19歳ののぞみと暴力事件を起こした当時の自分を重ね合わせ、「子どもたち3人には、後悔しない生き方をしてほしい」と考え、厳しい減量とトレーニングの末、一度だけリングに立つ。必殺技は、シジミ漁で鍛えた左腕から繰り出す「ジョレンアッパー」（吉田の命名）。なお、真喜子とは、めぐみとのぞみが生まれるちょうど1年前に京都に遊びに行った際に、偶然会った。当時、忠は18歳、真喜子は16歳であった。
田島嘉子
演 - 鈴木砂羽
忠の妻で、めぐみの育ての親。生年月日は1961年7月14日。料理が得意。演歌が好き。1982年冬に忠が乳飲み子のめぐみを連れて松江に戻ってきた。当時、田島家に隣接する実家で出雲そば屋の手伝いをしていたが、忠と初枝には一切の事情を問うことなく、自然とめぐみの面倒も見るようになっていった。それから数か月後の1983年2月23日に忠と結婚した。それから18年後、めぐみは、生みの親でないことを知ってからも「お母ちゃん」と呼び親しんでいる。また、舞妓を辞めて、一時松江に来たのぞみのことも、実の子のように親身に世話をしている。その一方で、忠が元妻の真喜子から頻繁に連絡を受けるようになってからは、2人の仲を疑問視し始め、2004年に結婚22年目にして忠と別れる決意を固め離婚届を書くも、忠と話をしているうちに、中学1年生のときに初めて持った忠への想いを思い出し、離婚を思いとどまる。
設定上、嘉子は忠より2歳年上であるが、演じる鈴木は忠を演じる吉田より3歳半若い。
田島健太郎
演 - 木咲直人
めぐみとのぞみの2歳下の腹違いの弟（忠と嘉子の実子）。高校生のときは、チャコの大ファンで、彼女の追っかけをしたり、サイン入りポスターを自分の部屋に貼ったりしていた（大学生になってからは、ポスターは魚介類に替えた）。のぞみの存在を知る前は、陽気で家の中を盛り上げるムードメーカーとしての側面が強かったが、2000年10月に姉の出生の秘密を知ってからは人間不信に陥り、長年真実を隠してきた忠に不満をぶつけたり、髪を金髪に染めて非行に走るなど大変荒れた。その後、造り酒屋「石井酒造」でアルバイトをするようになってからは、髪を黒く染め直し、荒れることはなくなったが、生まれたときから自分の人生が決められていることに非常に悩むようになる。そんな中で、リングに上がった忠の姿を見て、地元の水産の研究をしたいと思うようになり、2003年4月、地元の水産関係の大学に進学。4年後、地元の宍道湖自然研究所に就職した。そして、数年後には、2001年5月に家を飛び出して、当時めぐみが下宿していた「花むら」を訪れた際、泥棒に間違われた美香と結婚した。
田島初枝
演 - 三林京子
めぐみとのぞみの祖母（忠の母）。松江城を囲む堀川を巡る観光遊覧船で船頭をしている。観光ガイドをしながら、自慢ののどを披露するのが楽しみ。また、自宅でポットのお湯で抹茶を点てるのも生きがいにしている。めぐみとのぞみの出生の秘密を隠しながら、嘉子を忠の後妻に迎えたことで、その秘密が発覚する2000年10月まで、嘉子と松本家の人々には負い目を感じていた。忠がボクシングをすることには否定的であった。のぞみが松江に住むようになったことの報告と、下宿しているめぐみに会いに、「花むら」を訪れる2002年3月まで、祇園に対して偏見を持っていた。2007年11月、めぐみ、石橋がいる松江第一病院の消化器内科に入院し、胆管のバイパス出術を受けた。その後、体全体の精密検査で、膵頭がんが見つかり、抗がん剤治療を受けることとなった。そして、1年後には、これから先、徐々に抗がん剤を減らせるところまで回復した。
田島宗助
演 - 岸部一徳
めぐみとのぞみの祖父（忠の父）。物語開始時点で故人。享年50。責任感が強く、周囲の人望も厚かった。一方で、愛情表現が不器用で、忠とはたびたび衝突。そのため、プロボクサーになるために、中学卒業後、家を飛び出した忠には、自分から会いに行こうとしなかった。生前は代々の家業を継いで、宍道湖の自然をこよなく愛し、その恵みに感謝したシジミ漁師で、忠は宗助の死により跡を継いだ。
松本邦治
演 - 石倉三郎
めぐみの義母方の祖父（嘉子の父）。田島家の隣家で出雲そば屋「松本そば店」を営む。あだ名は「そばジィ」。宗助とは幼なじみ。昔から忠のことを実の息子のように思っていて、忠がボクシングをするときも忠の家族や妻の正子が反対する中、応援していた。
松本正子
演 - 宮田圭子
めぐみの義母方の祖母（嘉子の母）。お人好しの邦治の手綱をしっかりと握っている。
田中彦四郎
演 - 曾我廼家八十吉
松江の観光ガイド。滋賀県出身。小泉八雲を尊敬し、その仮装をしている。あだ名は、八雲のあだ名と同じ「ヘルン先生」。めぐみのボランティア先である京都の特別養護老人ホーム「琥珀苑」の施設長・高林は戸籍上の妻であるが、松江と京都とで別々に生活を送っていた。しかし、10年後には松江で一緒に暮らすようになった。なお、娘・節は別居後、彦四郎が引き取って育ててきた。
田中節（花知）
演 - 久保田晃代（中学生・仕込み・舞妓）／西本利久（小学生）
彦四郎の娘。父親の好きな小泉八雲の妻（小泉セツ、もしくは小泉節子）にちなんだ名前をつけられている。めぐみと康太は妹のように思っている。2004年7月、彦四郎に連れてこられた「琥珀苑」で、めぐみ立ち会いのもと、10年ぶりに実母の高林と再会。その後、高林とも一緒に暮らすようになる。2007年秋、翌年中学を卒業したら、京都・祇園で舞妓・芸妓になると宣言し、両親や祇園の人たちに反対される。しかし、本人の固い意志と熱い思いを知ったのぞみが反対している人たちを見事説得し、2008年春からは「花むら」に住んでいる。
石井寛治
演 - 阿南健治
老舗の造り酒屋「石井酒造」の店主。忠、嘉子とは幼なじみ。通称「七代目」。着物の背中にある「杜甫」は伝統の銘柄で、それを超えようと、2002年3月にオリジナルの「花舞」を作るが、「杜甫」に比べて評判は悪く、そのことに苦悩するが、同年10月、忠と健太郎も祖父や父を超えたいという同じ悩みを持っていることを知って安心し、それ以降、それほどこだわりを持たなくなった。
石井真弓
演 - 河合美智子
寛治の妻。寛治を尻に敷いている。おっちょこちょいな性格で、他人に余計なことを言ったり、世話を焼いたりすることもある。勾玉アクセサリーを作るのが得意。長年、不妊に悩んでいたが、2007年に待望の子ども（長男・直宗）を授かる。
山田幹太
演 - 佐川満男
康太の父。宍道湖の観光遊覧船「スワン号」の船長。通称も「船長」。ギターの弾き語りが上手く、めぐみに手引きをした。また、若者たちのよき理解者で、遊覧船事務所を「シジミジル」のたまり場として提供した。初枝に淡い恋心を抱いている。
山田（花村）康太
演 - 久保山知洋
めぐみの3歳上の幼なじみ。2年下の後輩の俊（実際には、久保山と東島の年齢は同じ）のギターと、めぐみのギターの弾き語りに惚れ込み、俊とめぐみと一緒にバンド「シジミジル」を結成。リーダーとなり、タンバリンを担当する。高校卒業後は、幹太の観光遊覧船の仕事の手伝いをしていたが、2001年5月に「シジミジル」の歌手デビューを夢見て京都に移ってからは、ライブハウス「ワイルドダック」でアルバイトをする。
2002年12月1日、のぞみも加えての「SJ」としてデビューするが、3か月後の2003年3月15日に解散。松江に戻る。
2003年8月、めぐみが歌手活動を続ける自信を持てずにいることに気づき、めぐみとのぞみの側で付き人として働き、翌年の3月からはソロ活動ののぞみのマネージャーとなる。しかし、のぞみの歌手活動の限界を察し、同年9月にマネージャーを辞任。それ以後、のぞみの計らいで、のぞみの祖父の呉服問屋で働いている。小さいころからめぐみに恋心を抱いていたが、ソロ歌手ののぞみのマネージャーのころからはのぞみに気持ちが傾いた。そして、2007年11月、のぞみに求婚、2008年5月、のぞみと入籍した。と同時に、花村の婿養子にもなった。なお、自分の立場は、めぐみのときには素戔嗚尊（スサノオノミコト）、のぞみのときには『無法松の一生』の（富島）松五郎だと考えていた。
坂下俊
演 - 東島悠起
めぐみの1歳上の幼なじみ。「シジミジル」のリードギター。高校時代の康太の後輩。音楽に熱中するあまり、大学受験に失敗し二浪したが、2002年にめぐみと同じ大学に合格する。しかし、音楽の道を進む夢を諦めきれず、その年の12月に「SJ」としてバンドデビュー。翌年の3月の「SJ」解散後には、スタジオミュージシャンとして活動するが、やがてインストゥルメンタルのソロアルバムが大ヒットし、多忙な生活を送るようになる。
門田（三島）直子
演 - 寺田有希
めぐみの高校時代の友人。明るく、元気な性格で、めぐみが落ち込んだときにはいつも勇気づける言葉をかけていた。高校卒業後は地元の短期大学を経て、地元の信用金庫に勤め、2004年に牧場経営の男性と結婚し、その後は西ノ島に住んでいる。
チャコ
演 - 六子（島根県松江市出身）
松江で人気の女性ストリートミュージシャン。「路上の天使」と呼ばれている。地元での活動を条件に、石橋の芸能事務所と契約している。

#### 京都・大阪の人々
一条真喜子（花雪）
演 - 石田ひかり
めぐみとのぞみの生みの親で、忠の元妻。京都・祇園の置屋兼お茶屋「花むら」の芸妓。裕福な呉服問屋の娘であったが、祇園に憧れて舞妓となった。その後、忠との結婚、出産、離婚を経て祇園に戻り、ひとりでのぞみを育てた。今でも忠のことを心から愛している。忠のボクシングには心の底では反対していた。また、のぞみが舞妓を辞めた際には、精神的なダメージを受けて、一時、舞を舞うことができなくなることがあった。忠と離婚する前、赤ん坊のめぐみとのぞみに子守唄として「赤いスイートピー」を歌って聴かせていた。また、18年ぶりにめぐみとの再会を果たす2000年10月7日まで、時折赤ん坊ののぞみと一緒に写っているめぐみの写真を見たり、毎年8月16日の夜にひとりで鴨川の河原へ行き、大文字の送り火を眺めてはめぐみとのぞみの誕生日を祝って、自分の手元から離れためぐみのことも想っていた。のぞみは、大抵、芸舞妓、女将のときには「花雪さん姉さん」、プライベートのときには「お母ちゃん」と区別して呼んでいる。一方のめぐみは、嘉子が「お母ちゃん」のため、「お母さん」と呼んでいる。
花村久乃
演 - 藤村志保
「花むら」の女将。祇園のしきたりを守るため、女将として厳格な立ち振る舞いをしている。一方で、その苦労は並大抵ではなく、2004年7月に神経性の胃炎で倒れ、2か月ほど入院。そのときから「花むら」を自分の代で終わらせようと考えていた。そんな中、2007年11月、のぞみが女将を継ぐと言い出し、それを快く受け入れた。忠と真喜子が離婚する際、めぐみとのぞみをそれぞれひとりっ子として育てるよう提案した人物。
花鶴
演 - 京野ことみ
のぞみの先輩芸妓。また、公私にわたって、のぞみの面倒を見るお姉さん的存在。広島県出身。明るい性格で、ムードメーカー。歌舞伎役者の西沢や、「男衆（おとこし）」（芸舞妓の座敷着を着付けるなどの役割）の奥村と付き合ったこともあった。また、芸妓でありながら、「花むら」に住み続けていたが、その後、自前の芸妓として独立し、マンションへ移った。
（田島）美香（花香）
演 - 伊藤麻衣
「花むら」の仕込み（舞妓になるために、しきたりや礼儀作法などを修行する身）。花鶴やのぞみの妹分。名古屋市出身。たまに名古屋弁が出ることがある。2001年11月、念願の舞妓になるが、いつものぞみと比べられていた。その後、舞妓を辞め、実家の饅頭屋の手伝いをし、数年後には健太郎と結婚。松江の田島家で忠たちと同居している。
千代
演 - こばやしあきこ
「花むら」の仲居。裏方として、「花むら」のお座敷を支えている。
花田徳蔵
演 - 多賀勝一
「花むら」に長年勤める下足番。祇園で起こることは何でも知っている祇園の生き字引。「徳さん」という愛称で呼ばれている。
一条隆康
演 - 夏八木勲
めぐみとのぞみの生母方の祖父（真喜子の父）。老舗呉服問屋「いち條」の主人。久乃とは古い仲。めぐみとのぞみをお腹の中に宿していた娘の真喜子が忠と結婚するとき、忠にボクサーは辞めて呉服問屋を継ぐよう命じた。それが結果的に2人を引き離したことで、責任を感じ、めぐみとのぞみの孫2人には深い愛情を注いでいる。呉服問屋の経営は、2002年ごろから約2年間は右肩下がりで、資金繰りに苦労したが、洋服にも合うマントを開発し、それがヒットしたことで、安定した。
萩原文子
演 - 押谷かおり
祇園の置屋兼お茶屋「萩の」の女将。
涼乃
演 - 木村文乃
「萩の」の舞妓で、のぞみのライバル。東京都出身。2000年7月、お茶屋「藤木」のお座敷に一緒に呼ばれたのぞみに、常連客の前で一番苦手な「君に扇」を舞わせて恥をかかせたり、同年8月には（芸舞妓は所持を禁止されている）携帯電話を所持し、それで客から直接仕事の依頼を受けたことがある。2002年の春ごろから、芸妓として活躍している。2007年10月には名取となった。
奥村雄三
演 - 茂山逸平
祇園の「男衆（おとこし）」。のぞみが兄のように慕っている。2002年ごろから約2年間、花鶴と付き合っていた。
増本茂子
演 - 片岡静香
のぞみたち祇園の芸舞妓を指導する京舞の師匠。厳しい指導で、みんなに恐れられている。
後藤辰夫
演 - 伊武雅刀
めぐみとのぞみを取り上げた京都医科大学の産婦人科教授。「花むら」の常連客。隆康とは昔からの悪友同士。また、石橋の父・拓也とも医科大学の同期。2004年3月に定年を迎え、その後は松江や西ノ島で産婦人科医を続けている。その上で、終末医療や地域医療にも高い関心を持っている。
イーリン
演 - チェン・チュー
めぐみと同じ京都洛北大学に通う中国・上海から来た中国人留学生で、めぐみの親友。授業を非常に真面目に受けており、騒がしい教室を嫌う。大学卒業後は大学院へ進み、その後、中国に戻って貿易会社に就職した。2001年、いつしか俊と付き合い始めるが、俊がなかなか大学に来ないことに苛立ち、2002年9月に一度別れる。その後、再び付き合い始めた。「ワイルドダック」では、いつもオレンジジュースを注文していた。
高林（田中）知美
演 - 辻沢響江
特別養護老人ホーム「琥珀苑」の施設長。めぐみをボランティアとして雇う。彦四郎は戸籍上の夫であるが、娘・節が幼少のときから別居生活を送っていた。しかし、10年後、成長した節に会ったことで、松江で家族と一緒に暮らす選択をする。介護の仕事は、松江のデイケアセンターで続けている。なお、彦四郎との別居の理由は、仕事に夢中のあまり、娘が母親を恋しがる泣き声をあげた際、子どもなんて産まなければよかったと言ったのを彦四郎に聞かれたから。
須賀小百合
演 - 正司花江
「琥珀苑」の利用者。めぐみがボランティアに来て間もないころは、めぐみの名前をいつも忘れて、その都度、めぐみに名前を聞き返していた。今では、めぐみを心から応援している。また、「シジミジル」で訪れた俊のファンでもある。息子の嫁の悪口をめぐみやほかの「琥珀苑」の利用者にいつも言っている。
薮田房子
演 - 西岡慶子
「琥珀苑」の利用者。昔は「和菓子屋の看板娘」であった。ボランティアに来るめぐみのシャツの袖をつかんだり、他人に毒舌をふるったりする。根は優しく、いつもめぐみのことを心配し、また応援していた。そんな中、2003年7月、風邪をこじらせ肺炎となり、死亡。そのことをめぐみは、「Sweet Juno（スイートジュノ）」のアルバム収録曲、「上を向いて歩こう」のレコーディングの休憩時間に、携帯電話の留守番電話に入っていた高林からのメッセージを聞いて知った。
マスター
演 - Mr.オクレ
京都・河原町のライブハウス「ワイルドダック」のマスター。京都の路上やライブハウスのライブ情報を石橋に提供したり、康太にタンバリンの指導を行ったりした。また、「ワイルドダック」を「シジミジル」および「SJ」、ソロののぞみに開店前など客がいない時間帯に無料で音楽の練習場として貸したこともある。
石橋友也
演 - 山口翔悟
島根県隠岐諸島知夫里島出身。めぐみと結婚するまではいつも共通語で話す。また、大事な日の前日には、すき焼きを食べる。物語開始時は大手芸能事務所「サリーミュージック」大阪支社のマネージャー。地方に埋もれている有能なアーティストを発掘する目的で、2000年7月、松江城で「シジミジル」のライブを観る。その結果、「シジミジル」を解散させてめぐみだけを歌手にと考えるが、同年8月16日、めぐみとのぞみの歌声を聴いて感動。2人をスカウトし、双子デュオにしようとする。当初は「シジミジル」の男性メンバーの伴奏（特に康太のタンバリン）を酷評していたが、グループの解散がめぐみの大学進学と歌手断念につながったとの思いから、グループの再結成を求めるようになり、2002年12月1日、ついにはのぞみを含めた4人を「SJ」としてインディーズデビューさせることにする。しかし、会社の方針から、3か月後には「SJ」を解散させ、めぐみとのぞみ2人だけを双子デュオ「Sweet Juno（スイートジュノ）」としてメジャーデビューさせる。しかし、1年弱で「Sweet Juno（スイートジュノ）」が解散に至ったことから、責任を取って会社を退社。その後、自分の進むべき道に悩んでいたが、音楽関係の仕事に携わる前に目指していた医師への道を再び選択。松江第一病院で経験を積んだ後、めぐみを妻に迎えて実家の知夫里島の診療所で働いている。研修医のころは、ベッドサイド（患者の患部だけでなく、その人のすべての尊厳・暮らしをみること）に近づくのを怖がり、地域医療に携わるようになってからは、入院を拒み自宅での尊厳死を望む患者に対しての対応から地域医療の厳しさに苦悩する。しかし、めぐみと後藤のサポートでその不安はなくなった。なお、現在、石橋には両親がいない。彼が医学生のときに故郷の知夫里島で医師として働いていた父親は、過労が原因で死亡。また、看護師の母親も中学1年生のときに父親の診療所の手伝いをしている最中に亡くなった。
竹中敬三
演 - 円広志
「サリーミュージック」大阪支社の部長。2001年5月26日に行われた「ワイルドダック」での「シジミジル」のライブのビデオを観て、めぐみとのぞみをどうしても歌手としてデビューさせたいと石橋に発破をかける。その後、無事に2人をデビューさせることに成功するが、めぐみが歌手を辞めて、のぞみがひとりになってからは、のぞみに対してあまり興味を示さなくなった。

### その他の人物
小川真知子
演 - 水野麗奈
めぐみの高校の担任教師。2000年9月、めぐみが地元の松江看護専門学校を受験すると聞いて、オープンキャンパス参加を勧めた。
日下部雅之
演 - 大竹修造
創作着物デザイナー。京都・祇園の置屋兼お茶屋「花むら」の常連客。また、仕事柄、隆康とも交流がある。2000年8月16日、出雲大社の門前の旅館で着物の展覧会を開催。その際、のぞみと花鶴にも手伝ってもらった。
梨本
演 - 井之上淳
後藤が京都医科大学にいたころ、後藤の付き人として、「花むら」を訪れていた。
笛
演 - 藤舎名生
囃子
演 - 六郷新之丞、六郷新之助
唄
演 - 稀音家六加乃
三味線
演 - 稀音家温子、鶴澤寛輔、豊澤雛文
浄瑠璃
演 - 竹本友香、豊澤源幸
2000年10月の祇園甲部の芸舞妓の「温習会」で、それぞれ笛、囃子、唄、三味線、浄瑠璃を担当した。
難波彰彦
演 - 赤井英和
忠がボクサー時代に所属していた大阪の「難波ボクシングジム」の会長。引退から19年ぶりに現れた忠の「もう一度ボクシングをしたい」という願いを叶える。なお、37歳になっていた忠はプロボクサーのライセンスを失効しているため、一般でもできるエキシビションマッチをさせた。
レフェリー、中島
演 - 山口圭司
第3週の忠と真喜子の青春時代の回想シーンで登場。1981年夏、忠が西日本新人王となった西日本新人王決定戦（ウェルター級）のレフェリー。また、第10週では、「難波ボクシングジム」が輩出した全日本第3位のウェルター級のボクサーで、19年ぶりにリングに上がった忠の対戦相手。1人二役を演じた。
斉藤竜臣
演 - 薬師寺保栄
第3週で登場。1982年、忠がボクサー時代に全日本新人王決定戦（ウェルター級）で対戦した相手。試合は判定の結果、忠に辛勝した。そして、第10週で再登場。その際、忠との試合後、世界チャンピオンまでのぼりつめ、数年後に引退したことが判明した。
北島章三
演 - 田畑猛雄
玩具会社「雅堂」の社長。「花むら」の常連客。石橋とは交流があったが、強引にのぞみを歌手にさせようとしていることを久乃から聞かされて、それを断絶。石橋が所属している芸能事務所「サリーミュージック」との取引も中止した。しかし、後にのぞみが便宜を図り、交流を再開することになる。めぐみとのぞみの双子デュオのキャッチフレーズ「平成のザ・ピーナッツ」の名付け親。
芦田久美子
演 - 中島ひろ子
松江の特別養護老人ホーム「ひなげし」の介護福祉士。主人公めぐみが介護福祉士を目指すきっかけを作ってくれた人物。
河野
演 - 平井昌一
「ひなげし」の利用者。「ひなげし」を訪れた「シジミジル」が行ったミニライブに感動する。
井上八千代
演 - 井上八千代（五世）
京舞井上流家元。第5週で、本人役で祇園の芸舞妓の春の発表会「都をどり」を観客席から観ていた。
先生
演 - 中村英哉
めぐみとイーリンの京都洛北大学の教授。
大川亥左衛門
演 - 市川男女蔵（6代目）
歌舞伎役者。「花むら」の常連客。
西沢浩
演 - 白川明彦
歌舞伎役者。「花むら」の常連客。花鶴と付き合っていたが、それが金銭目的のためであったということが久乃に知られ、2001年9月、別れることとなった。その後、舞台の美術セットの会社を立ち上げ、2011年1月に花鶴に借りていたお金を返した。
井川
演 - 井岡弘樹
「難波ボクシングジム」の専属トレーナー。忠のボクサー時代を知らない。
今昔亭天朝
演 - 桂米團治（5代目）
落語家。「花むら」の常連客。のぞみを名指し（指名）する。石橋と交流があり、「サリーミュージック」からCDを出したこともある。
徳川昌彦
演 - 徳山昌守
「難波ボクシングジム」が輩出した元スーパーフライ級の世界チャンピオンのボクサー。
従業員
演 - 神門久美子
造り酒屋「石井酒造」の従業員。
衣川静子
演 - 森公美子
「SJ」、「Sweet Juno（スイートジュノ）」、ソロののぞみのボイストレーナー。また、「SJ」、「Sweet Juno（スイートジュノ）」、のぞみの曲の編曲も担当。
ミッキー緒方
演 - せんだみつお
「京阪ラジオ」のディスクジョッキー。
相沢一郎
演 - 田村ツトム
「京阪ラジオ」のディレクター。石橋と交流があり、石橋から頼まれた「SJ」の曲を自分が担当するラジオ番組で流す。それがきっかけで、関西圏で「SJ」人気が爆発した。
本田
演 - 門田裕
三沢
演 - 川西聡雄
芸能事務所「サリーミュージック」本社の役員。
カメラマン
演 - 吉原伸一、上田康人
雑誌に載せる「Sweet Juno（スイートジュノ）」の写真を撮ったカメラマン。
司会者
演 - 増田英彦（ますだおかだ）
「Sweet Juno（スイートジュノ）」が全国デビュー日の2003年4月23日に生出演したテレビの音楽番組「SOUND 9」の司会者。本人役で出演した。
坂崎
演 - 中川浩三
「Sweet Juno（スイートジュノ）」出演のテレビ番組のディレクター。
篠崎杉子
演 - 千草英子
京都の特別養護老人ホーム「琥珀苑」の利用者。趣味は音楽鑑賞で、演歌をよく聴く。めぐみが「Sweet Juno（スイートジュノ）」として活動しているときに入所した。須賀とは仲が悪い。元キャリアウーマンで、今まで一度も結婚しないで生きてきた。2004年8月、持病の狭心症の発作が起き、そこで介護福祉士ができる限界を感じためぐみが看護師の資格も取ろうと決意を固めた。
酒井伸一
演 - 三谷昌登
京都の老舗呉服問屋「いち條」の番頭。隆康が忠と離婚後、一時「いち條」に戻ってきた真喜子の結婚相手に考えていた人物でもある。
澤田悠一
演 - 平岳大
東京・渋谷のIT企業「サブライド」のカリスマ社長。1999年、22歳の大学在学中に「サブライド」を起業、5年で株式上場させて日本中の話題をさらった。しかし、2008年の未曾有の世界的大不況で、それ以降、業績は低迷している。「花むら」の常連客。2004年に真喜子との縁談の話が上がった人物。
鴨東 店主
演 - 紅萬子
京都・祇園の喫茶店「祇園鴨東（かもひがし）」の店主。韓国ドラマやヨン様のファン。のぞみ、真喜子（花雪）、康太は、この喫茶店では大抵抹茶プリンを注文している。
吉岡
演 - 芝本正
「花むら」の常連客。
藤原
演 - 井上麻衣子
「琥珀苑」の介護福祉士。
看護師
演 - 藤田恵美子
「琥珀苑」の看護師。
中山俊郎
演 - 宅麻伸
松江第一病院の消化器内科医長。
野本利恵
演 - 井上智栄子
「ひなげし」の介護福祉士。めぐみがなぜ看護師の資格も取ろうとするのか、それを理解できないでいる。
谷村淳子
演 - 田中恵理
松江第一病院の小児科の看護師。
松田剛
演 - 三田村陽斗
松江第一病院の小児科の入院患者。野球が大好きである。
川口喜義
演 - 笑福亭松之助（2代目）
「ひなげし」の利用者。認知症の症状がある。
地唄
演 - 中澤眞佐、戸波有香子、君日絽、小桃
2007年9月、「花むら」のお座敷でのぞみの舞に合わせて、地唄を披露。
堀口孝子
演 - 北原佐和子
松江第一病院の消化器内科の看護師。めぐみたち松江の看護学校3年生の臨床担当にもなった。
牛島幸平
演 - 蟷螂襲
松江第一病院の消化器内科の入院患者。担当の医師や看護師の言うことを聞かず、病室にパソコンを持ち込んで、仕事をしていたが、めぐみの温かい介護で、めぐみにだけその理由を話した。実は、会社からリストラされそうなのを家族に言えないでいて、そこから、潰瘍性大腸炎という病気にかかったのであった。その後、リストラの件を家族にも話し、医師や看護師の言うことも聞いて、院内を運動するようになり、退院していった。
筒井清
演 - 稲健二
松江第一病院の消化器内科の入院患者。帯状疱疹で腹痛を起こし、それを当時（2007年10月）研修医であった石橋がうまく対処できなかったことで、退院の日まで石橋のことを無視した。ちなみに、そのことがきっかけで、石橋は病気か病人を診るのか考えさせられた。
石井真宗
演 - 森本修都（幼少）／安坂海聖（乳児）
寛治と真弓の子。寛治は真宗（まさむね）に、「石井酒造」の「八代目」を継いでくれることを期待している。
牛島の妻
演 - 山﨑千惠子
牛島の娘
演 - 野村美緒
牛島が退院するとき、めぐみにお礼を述べた。
三島慎吾
演 - 伊賀亮
直子の子。
看護師
演 - 友寄由香利、林英世
高山
演 - 吉岡あや
松江第一病院の消化器内科の看護師。
斎藤医師
演 - 村上かず
松江第一病院の医師。2008年4月、初枝の膵頭がんに抗がん剤治療の効果が現れないことに焦った石橋が、後藤の助言を受けて、中山を説得し、集学的治療法の一環として、キャンサーボードを実施。それにほかの診療科の医師らとともに参加し、新たな抗がん剤での治療法を助言した。
藤沢
演 - 石原久江
知夫里島の島民。石橋診療所に通うほどの病気をしていたが、その後完治した。
畑田テル
演 - 正司照枝
知夫里島の島民。2009年から脳梗塞となった夫の富男をひとりで介護している。
赤堀
演 - 桃山みつる
植木
演 - 多々納斉
井上
演 - 津島道子
知夫里島の島民で、石橋診療所の患者。
大上
演 - 鍋島浩
知夫里島の島民で、石橋診療所の患者。漁師。
畑田富男
演 - 桂米朝（3代目）
知夫里島の島民で、石橋診療所の患者。2009年に脳梗塞となり、一時的に回復するも、寝たりきりの状態に。2年後の2011年には、石橋の診たてで、再発の可能性が疑われた。そこで、設備が整っている後藤の西ノ島病院に検査入院したが、すぐに自宅に戻ってきた。その後、往診で訪れた石橋とめぐみ、そしてテルと、昔話をしているうちに、かつて勤めていた牧場を見たくなって、石橋が運転する車で牧場まで行くと、再び自力で牧場を見ようという目的を持つようになり、リハビリを開始した。
黒田誠
演 - 青山草太（島根県出雲市出身）
石橋診療所の応援医師。後藤や石橋たちの地域医療に賛同して、2011年1月から石橋診療所を手伝うようになった。
地方
演 - 前川佳代、だん佑
2011年2月3日の節分に、祇園のお祭りの一種、お化けが行われた「花むら」で、地方（じかた）の役を行った。

## スタッフ
- 作 - 森脇京子[1]
- 音楽 - 村松崇継[1]
- 主題歌 - 「縁（えにし）の糸」
  - 作詞・作曲・歌 - 竹内まりや（ワーナーミュージック・ジャパン）
  - 竹内は島根県旧簸川郡大社町出身。なお、この曲の編曲とコーラスも担当している夫・山下達郎は『ひまわり』でテーマ音楽を担当している。
- 挿入歌 - 「いのちの歌」（第96回・第102回・第103回・第107回・第120回・第144回・最終回）
  - 作詞 - Miyabi、作曲 - 村松崇継
- 語り - 竹内まりや[1]
- 副音声解説 - 松田佑貴（第1回-第96回・第103回-最終回）、小室正幸（第97回-第102回）
- 撮影協力 - 島根県、島根県松江市、島根県出雲市、島根県（隠岐郡）西ノ島町、島根県（隠岐郡）知夫村、松江フィルムコミッション、京都府、（京都府）京都市、祇園甲部歌舞会、片山家能楽・京舞保存財団、出雲大社、宍道湖漁業協同組合
- 脚本協力 - 井出真理
- 脚本リサーチ - 中村志保
- 京舞指導 - 井上八千代（五世）、井上葉子
- 題字 - 野原神川
- ギター指導 - 黒岩研二
- 振付 - 中村ゆみ
- ボイストレーナー - 有井孝晴、河合一美
- 所作指導・振付け - 飛鳥左近
- 茶道指導 - 金澤宗維
- 三味線指導 - 稀音家温子
- 医事指導 - 西谷昌也、大橋秀一、吉原正彦
- 介護指導 - 山崎イチ子
- 看護指導 - 新田弘子
- 救急指導 - 角田信行
- 手芸指導 - 森山百合子
- 生花指導 - 川上斗曜子
- ボクシング指導 - 井岡弘樹、金子健太郎
- 擬斗指導 - 上野隆三
- そば打ち指導 - 伊藤隆
- 出雲方言指導 - 多々納斉
- 京方言指導 - 桃山みつる
- 制作統括 - 青木信也
- 制作・プロデューサー - 三鬼一希
- サブデスク・デスク補 - 大久保篤、奥野真理子
- 美術 - 石村嘉孝、丸山純也、小澤直行、西村薫
- 音響効果 - 山田正幸、木村充宏、武生壮史
- 編集 - 江川雅美
- TD - 黒川毅、江川治朗
- 撮影 - 岡本哲二、松本剛
- 音声 - 直井雅哉、佐藤善次郎、深田次郎、井上裕一、金丸毅
- 照明 - 堀武志、松崎隆志、松本豊、池邊亮一
- VE - 松下裕樹、土井紀佳
- 記録 - 小林澄枝
- 演出 - 長沖渉、櫻井賢、田中正、大原拓、末永創（第17週）、藤並英樹（第22週）、橋爪紳一朗（第23週）、桑野智宏（第24週）
- 演出補・補制作 - 片山哲治、吉川忠伸、原田氷詩、谷英敏、仲田真紀子

## 放送日程
- 各週のサブタイトルは、歌謡曲の曲名から取られている。カッコ内は原曲の歌唱者（サブタイトルには含まれない）。

| 週                                                                            | 放送回    | 放送日                   | サブタイトル                                 | 演出              |
| ----------------------------------------------------------------------------- | --------- | ------------------------ | -------------------------------------------- | ----------------- |
| 1                                                                             | 1 - 6     | 2008年9月29日 - 10月04日 | 赤いスイートピー（松田聖子）                 | 長沖渉            |
| 2                                                                             | 7 - 12    | 10月06日 - 10月11日      | 一人ぼっちの二人（坂本九）                   | 長沖渉            |
| 3                                                                             | 13 - 18   | 10月13日 - 10月18日      | 時の過ぎゆくままに（沢田研二）               | 長沖渉            |
| 4                                                                             | 19 - 24   | 10月20日 - 10月25日      | 出発の歌（上条恒彦と六文銭）                 | 櫻井賢            |
| 5                                                                             | 25 - 30   | 10月27日 - 11月01日      | 春の予感（南沙織）                           | 櫻井賢            |
| 6                                                                             | 31 - 36   | 11月03日 - 11月08日      | 弟よ（内藤やす子）                           | 田中正            |
| 7                                                                             | 37 - 42   | 11月10日 - 11月15日      | 恋する夏の日（天地真理）                     | 田中正            |
| 8                                                                             | 43 - 48   | 11月17日 - 11月22日      | 揺れる想い（ZARD）                           | 大原拓            |
| 9                                                                             | 49 - 54   | 11月24日 - 11月29日      | 恋のバカンス（ザ・ピーナッツ）               | 長沖渉            |
| 10                                                                            | 55 - 60   | 12月01日 - 12月06日      | 空も飛べるはず（スピッツ）                   | 長沖渉            |
| 11                                                                            | 61 - 66   | 12月08日 - 12月13日      | 心の旅（チューリップ）                       | 櫻井賢            |
| 12                                                                            | 67 - 72   | 12月15日 - 12月20日      | もう一度ふたりで歌いたい（和田アキ子）       | 田中正            |
| 13                                                                            | 73 - 78   | 12月22日 - 12月27日      | 夢の中へ（井上陽水）                         | 田中正            |
| 14                                                                            | 79 - 84   | 2009年1月05日 - 1月10日  | あの素晴しい愛をもう一度（加藤和彦と北山修） | 大原拓            |
| 15                                                                            | 85 - 90   | 1月12日 - 1月17日        | 上を向いて歩こう（坂本九）                   | 大原拓            |
| 16                                                                            | 91 - 96   | 1月19日 - 1月24日        | いのちの歌（茉奈 佳奈 feat. シジミジル）     | 長沖渉            |
| 17                                                                            | 97 - 102  | 1月26日 - 1月31日        | これが私の生きる道（PUFFY）                  | 末永創            |
| 18                                                                            | 103 - 108 | 2月02日 - 2月07日        | 勇気があれば（西城秀樹）                     | 田中正            |
| 19                                                                            | 109 - 114 | 2月09日 - 2月14日        | 愛しき日々（堀内孝雄）                       | 大原拓            |
| 20                                                                            | 115 - 120 | 2月16日 - 2月21日        | 明日に架ける橋（サイモン&ガーファンクル）    | 櫻井賢            |
| 21                                                                            | 121 - 126 | 2月23日 - 2月28日        | 負けないで（ZARD）                           | 長沖渉            |
| 22                                                                            | 127 - 132 | 3月02日 - 3月07日        | 君がいるだけで（米米CLUB）                   | 田中正 藤並英樹   |
| 23                                                                            | 133 - 138 | 3月09日 - 3月14日        | 愛は勝つ（KAN）                              | 大原拓 橋爪紳一朗 |
| 24                                                                            | 139 - 144 | 3月16日 - 3月21日        | あしたが生まれる（フォーリーブス）           | 櫻井賢 桑野智宏   |
| 25                                                                            | 145 - 150 | 3月23日 - 3月28日        | 縁の糸（竹内まりや）                         | 長沖渉            |
| 平均視聴率 16.2% （視聴率はビデオリサーチ調べ、関東地区・世帯・リアルタイム） |           |                          |                                              |                   |

## エンディング
エンディング5秒は、全国各地の双子の写真を紹介する「ふたごでバンザイ!」を放送する（双子の写真は、最初のうちは、ボランティア組織「ツインマザースクラブ」からの提供だけであったが、2008年11月1日から2009年2月28日に番組公式ホームページで一般募集し、それらも随時使用した。2009年3月28日放送の最終回は、三倉茉奈・三倉佳奈であった）。なお、2009年1月5日からは、めぐみとのぞみの双子のアニメのキャラクターも一緒に登場する。 
また、番組構成上、1、2分程度の余りがあった場合、めぐみとのぞみによる双子デュオが歌う劇中歌、竹内まりやが歌う主題歌を放送する場合がある。
- 赤いスイートピー（2008年12月1日・2009年1月5日）
- 縁（えにし）の糸（2008年12月19日）
- 白い色は恋人の色（2009年1月16日）

## 劇中で歌われた曲
- 第1週
  - 赤いスイートピー
  - 松江舟唄
  - 夕やけ
  - 海よ、空よ、風よ
  - シジミジルのテーマ（オリジナル） 作詞：森脇京子 作曲：原田アツシ
  - 守ってあげたい
  - おかげさま
  - 絆
- 第2週
  - 絆（回想）
  - ハッピー・バースディ・トゥ・ユー
  - 赤いスイートピー
  - 海よ、空よ、風よ
  - 北酒場
- 第3週
  - 赤いスイートピー
- 第4週
  - 赤いスイートピー
  - シジミジルのテーマ（オリジナル）
  - 上を向いて歩こう
  - 守ってあげたい
- 第6週
  - 松江舟唄
  - 絆
  - Everything
  - 守ってあげたい（回想）
  - シジミジルのテーマ（オリジナル）
  - 赤いスイートピー
- 第7週
  - 赤いスイートピー
  - シジミジルのテーマ（オリジナル）
  - 上を向いて歩こう
  - 松江舟唄
- 第8週
  - 上を向いて歩こう（回想）
  - 赤いスイートピー（回想）
  - M
- 第9週
  - M
  - 恋のバカンス
  - シジミジルのテーマ（オリジナル）
- 第10週
  - M（回想）
  - 恋のバカンス
  - 恋のフーガ
- 第11週
  - 赤いスイートピー
- 第12週
  - シジミジルのテーマ（オリジナル）
  - 絆
  - 赤いスイートピー
  - M
- 第13週
  - M（回想）
  - 恋のバカンス
- 第14週
  - 上を向いて歩こう（回想）
  - 恋のバカンス
  - 守ってあげたい
  - 赤いスイートピー
  - あの素晴しい愛をもう一度
- 第15週
  - 恋のバカンス（回想）
  - 上を向いて歩こう
  - 赤いスイートピー
  - 白い色は恋人の色
  - 渚のシンドバッド
- 第16週
  - 渚のシンドバッド
  - 赤いスイートピー
  - 恋のバカンス
  - シジミジルのテーマ（オリジナル）
  - M
  - いのちの歌（オリジナル） 作詞：Miyabi 作曲：村松崇継
  - 恋のフーガ
  - 上を向いて歩こう
- 第17週
  - 守ってあげたい
  - いのちの歌（オリジナル）
- 第18週
  - いのちの歌（オリジナル）
- 第19週
  - 赤いスイートピー
  - M
- 第20週
  - M
  - 旅の夜風
  - 赤いスイートピー
  - いのちの歌（オリジナル）
- 第21週
  - 上を向いて歩こう
  - ハッピー・バースディ・トゥ・ユー
  - 海よ、空よ、風よ
- 第24週
  - 三日月
  - 瀬戸の花嫁
  - 松江舟唄
  - いのちの歌
- 最終週
  - あそばんせ〜お若いのチリツン〜
  - 松江舟唄
  - 上を向いて歩こう
  - いのちの歌

## いのちの歌
本作の劇中歌。音楽を担当した村松崇継が作曲し劇中のBGMとして流れていた旋律をもとに、主題歌・ナレーションを担当した竹内まりや（ペンネームのMiyabi名義）が後に詞をつけた。茉奈 佳奈の4枚目のシングル「いのちの歌」として本作放送中の2009年2月18日に発売、また竹内まりやの39枚目のシングル「いのちの歌」として2012年1月25日に発売された。

### 劇中での使われ方
- 2003年4月23日の全国デビュー以来カバー曲のみを歌ってきためぐみとのぞみの双子デュオ「Sweet Juno（スイートジュノ）」。同年8月16日、2人の21歳の誕生日に、2人が住む大阪のマンションに康太、俊、石橋も集まって、そこで初めてオリジナルに挑戦した楽曲とされている。マネージャーである石橋はこれを大阪市民ホール（実際はNHK大阪ホール）での「Sweet Juno（スイートジュノ）」の初コンサート（同年10月19日）で披露しようと試みた。しかし、会社の上司の竹中は反対。そこで、石橋は密かに康太と俊に楽器を持って来させて、アンコールがかかったときに披露する計画をたてた。それでも石橋は自分は組織の人間だからと、竹中の方針に逆らえず、カバー曲の「M」を歌わせる予定であった。しかし、その直前にめぐみが「Sweet Juno（スイートジュノ）」の解散を宣言。そこで石橋は急遽、「シジミジル」によるこの曲を披露することを決定。のぞみは当初歌うことを拒否した。石橋に促されて途中からのぞみも歌い始めるが、途中で2人とも涙声になってしまい、康太と俊がフォローした（第93回 - 第97回・第103回）。
- 2004年5月2日、京都の大学を卒業した後の就職先の候補として松江の特別養護老人ホーム「ひなげし」を訪れためぐみが、そこの介護福祉士の芦田から手渡されたスタッフのギターで、老人ホーム利用者のためにこの曲の弾き語りを披露。そのときに、同年2月以来行方不明であった石橋が、突然現れた。石橋はその足で田島家を訪れ、めぐみの家族たちに「Sweet Juno（スイートジュノ）」解散を詫びた。その後、めぐみと2人きりとなった石橋は、音楽業界にいて「シジミジル」のメンバーたちとこの曲を作れたこと、そのメンバーたちに「Sweet Juno（スイートジュノ）」のコンサートでこの曲の「シジミジル」バージョンを歌わせることができたことが自分の人生最高の誇りだとめぐみに感謝の言葉を述べ、再び行方をくらました（第102回 - 第104回）。
- 2004年7月2日、竹中がのぞみに今後は舞妓姿で歌を歌うようにと命令を下した。困り果てたのぞみのマネージャーの康太は、めぐみと俊を大阪ののぞみのマンションに呼び出し、2人にも意見を求めていた。そんなときに、数週間前にめぐみと京都・河原町のライブハウス「ワイルドダック」で再会、その際に客が突然倒れ、救急隊員が到着するまでの間、応急処置を施し、それからめぐみと別れた後、全然連絡がとれなくなっていた石橋が、のぞみのマンションを訪れた。そして、今回ののぞみの件で石橋、めぐみは、それぞれが「Sweet Juno（スイートジュノ）」を解散させたからだと主張し出した。それを聞いたのぞみは、それぞれ未来への抱負を語ろうと切り出し、石橋を除いた4人がそれぞれの今後を語った。石橋は何も言えずにいた。そこで、のぞみがこの曲を歌い始めた。その後、めぐみや康太、俊、さらには涙ぐむ石橋も一緒になって、この曲を歌った。なお、そのときに語った4人のそれぞれの今後の目標は、「舞妓姿での歌はやらない」（のぞみ）、「竹中にのぞみの舞妓姿での歌手活動は断固反対する」（康太）、「大学の卒業論文を書き上げ、介護福祉士の道に邁進する」（めぐみ）、「イーリンと結婚する」（俊）であった。また、数日後にめぐみに電話をかけてきた石橋は、医師の国家試験を受け直すというものであった（第107回）。
- 2004年9月、歌手活動の限界を感じ、京都・祇園に戻って再び芸妓として生きていく道を選んだのぞみ、大学卒業後は実家のある松江に戻って、老人ホームで介護福祉士として働きながら、看護師の資格を取るべく看護学校にも通うという道に進むことにしているめぐみ、のぞみのマネージャーを辞めたばかりの康太、大学生とギタリストの両立を図っている俊の「シジミジル」のメンバー4人が、久々に「ワイルドダック」に集まって、この曲を披露した。途中からは、観衆の石橋、イーリン、マスターも一緒に口ずさんだ（第120回）。
  - 2008年5月、松江の田島家で行われたのぞみと康太の結婚披露宴で、1か月前に祇園ののぞみが電話をかけてリクエストした「松江舟唄」を歌ってくれた初枝に、お礼にと、宍道湖の畔で、のぞみと康太、めぐみ、俊、そして石橋を加えての「シジミジル」のメンバー5人がこの曲を歌った。そうすると、膵頭がんの抗がん剤治療に耐え切れず、生きる気力を失っていた初枝が、この5人と、一緒に聴いていた忠、嘉子、健太郎に「みんなに勇気をもらった。もう一度頑張る」と誓った。なお、披露宴で忠がまだまだ生きてほしいと言ったことも一因ではある（第144回）。
- 2011年2月、京都・祇園の置屋兼お茶屋「花むら」の大女将・久乃の計らいで、2人だけの時間を持つことができたのぞみと康太は、松江を経由して、めぐみと石橋が住んでいる知夫里島に向かった。ちょうど俊も来ていたので、「シジミジル」のメンバー全員が勢ぞろい。5人は、石橋診療所から赤壁に出向き、そこで、めぐみとのぞみは、お互いに妊娠を報告。それを知った5人は、受け継がれていく“命”に改めて感謝し、日本海に向かってこの曲を歌った（最終回）。

### 実際の楽曲
詞については、実際の放送まで明らかにされていなかったが、曲そのものは、インストとして第28回（2008年10月30日）の放送から「Mother」という別のタイトルで流されていた。また、番組のサブタイトルとなっている曲（後述）の中では、挿入歌のこの曲と主題歌の「縁（えにし）の糸」の2曲のみがオリジナル曲である。

## 劇中に登場した舞の種類
- 君に扇
- 妹背山
- 鳥追
- 黒髪
- 水鏡
- 京の四季
- 露の蝶
- 寿

## 関連番組
いずれもNHK総合で放送。
- 『連続テレビ小説「だんだん」メイキング』（2008年9月18日 - 10月19日、随時スポットで全国放送）
- 『連続テレビ小説「だんだん」ヒロイン誕生! 〜マナカナ奮闘記〜』（2008年9月23日、全国放送 / 10月12日（10月11日深夜）、関西ローカル）
- 「あさってスタート! 朝ドラ「だんだん」魅力満載スペシャル』（2008年9月27日、関西ローカル）司会：桂米朝（3代目）、水野麗奈、秋鹿真人アナウンサー（NHK大阪放送局T-4スタジオ：三倉茉奈、三倉佳奈、吉田栄作、京野ことみ、三林京子、河合美智子、山口翔悟、久保山知洋、東島悠起）（松江中継：佐川満男、六子 （祇園中継：木村文乃）
- ふるさと発「全部見せます! 素顔の"だんだん"」（2008年10月3日、中国地方ローカル / 10月20日（10月19日深夜）、関西ローカル）出演：三倉茉奈、三倉佳奈 ほか、語り：藤原美樹子キャスター
- 土曜スタジオパーク あなたの声に答えます連動企画コーナー「マナカナのだんだんフラッシュ!」（2008年10月11日 - 2009年3月7日、全10回、番組内で不定期放送・全国放送）リポーター：三倉茉奈、三倉佳奈、山口翔悟、木咲直人
- かんさい特集「だんだんジャッジIIドラマの舞台 ふるさと紀行」（2008年10月24日、関西ローカル / 11月1日（10月31日深夜）、全国放送）出演：三倉茉奈、三倉佳奈、西島秀俊、戸田菜穂、桝岡明、近藤泰郎アナウンサー
- まだ間に合う! 「だんだん」魅力満載スペシャル（2008年11月3日、関西ローカル / 11月4日（11月3日深夜）、全国放送）出演：三倉茉奈、三倉佳奈、久保山知洋、木村文乃、東島悠起、西本利久、上田早苗アナウンサー
- ふるさと発「路上の天使 棚田を歌う〜島根・室谷〜」（2008年11月14日・11月16日、中国地方ローカル※本放送は岡山県を除く / 2009年1月6日（1月5日深夜）、全国放送）出演：六子、ナレーション：ノグチアツシ
- ゆく"だんだん"くる"だんだん"〜いよいよスター街道まっしぐら!〜（2008年12月31日・2009年1月3日、全国放送）ナビゲーター：三倉茉奈、三倉佳奈、山口翔悟
- ふるさと発「だんだん朗読シアター〜出会いにありがとう〜」（2009年2月6日・2月8日、鳥取県内向け / 2009年2月20日、島根県内向け※2009年1月31日には、鳥取・島根両県でFM放送）司会：昼間敬仁アナウンサー、宮木由香キャスター、出演：石倉三郎、梅津正樹アナウンサー、村上真吾アナウンサー、荒木蘭キャスター、井上裕貴アナウンサー、藤原美樹子キャスター
- ふるさと発「ショート・ドラマ「私の"だんだん"」」（2009年3月6日、島根県内向け / 3月20日・2009年4月28日（4月27日深夜）、全国放送）ナビゲーター：六子 出演：二階堂ふみ[13]、小市慢太郎、近内仁子、青山草太、清原眞、白石勢津子、久藤公子、河野良範、佐々木政子、中岡真一
- マナカナ"だんだん"縁結びステージ（2009年3月22日・3月28日〈3月27日深夜〉、島根県内向け）出演：三倉茉奈、三倉佳奈、山口翔悟、久保山知洋、東島悠起
- 連続テレビ小説「だんだん」"ふたごでバンザイ!"スペシャル（2009年5月5日、全国）ナビゲーター：三倉茉奈、三倉佳奈、ザ・たっち（たくや、かずや）、秋鹿真人アナウンサー

## 総集編
いずれもNHK総合で放送。
| 放送回 | 放送日        | 放送時間    | サブタイトル     |
| ------ | ------------- | ----------- | ---------------- |
| 前編   | 2009年4月29日 | 8:35-10:03  | 赤いスイートピー |
| 後編   | 2009年4月29日 | 10:10-11:38 | 縁（えにし）の糸 |

2011年3月、めぐみとのぞみは、それぞれ知夫里島からフェリー、京都から特急列車で松江に向かっていた。その道中、お互いにこれまでの半生を振り返った。その後、2人は待ち合わせ場所の出雲大社で再会。そこから忠がシジミ漁をしている宍道湖へ行き、清々しい春の青空の下、忠の小型船の上で「赤いスイートピー」を熱唱した。
出雲大社と宍道湖などでの総集編用の追加撮影は、2009年3月12日に行われた。

## 舞台版
主演は、テレビドラマ同様三倉茉奈・三倉佳奈の2人で、2009年10月1日から11月10日まで、東京、大阪、名古屋などで公演された。
- 作：森脇京子
- 演出：樫田正剛
- 出演：三倉茉奈、三倉佳奈、吉田栄作、相田翔子、古村比呂、山口翔悟、久保山知洋、東島悠起、石倉三郎、三林京子

## 関連物

### ドラマガイド
- 『NHKドラマ・ガイド 連続テレビ小説 だんだん』（NHK出版 ISBN 978-4-14-923551-6 2008年9月25日発売）
出演者の紹介やインタビュー、第1週から第9週のあらすじ、舞台の松江や京都の観光地ガイドなどを掲載。

### ノベライズ
- 『NHK連続テレビ小説 だんだん（上）』（NHK出版 ISBN 978-4-14-005548-9 2008年9月27日発売）
第1週から第11週のストーリーを小説化したもの。
- 『NHK連続テレビ小説 だんだん（下）』（NHK出版 ISBN 978-4-14-005549-6 2009年2月28日発売）
第12週から第25週≪最終週≫のストーリーを小説化したもの。

### 楽譜
- 『NHK連続テレビ小説 だんだん オリジナル楽譜 いのちの歌』（NHK出版 ISBN 978-4-14-055283-4 2009年2月28日発売）
挿入歌「いのちの歌」のデュエット＆ピアノ、ピアノソロの2種類の楽譜を収録。

### CD
- 「縁（えにし）の糸」（ワーナーミュージック・ジャパン WPCL-10633 2008年11月26日発売）
竹内まりやの37枚目のシングル。本作の主題歌を収録。
- 「いのちの歌」（NAYUTAWAVE RECORDS UPCH-80107 2009年2月18日発売）
茉奈 佳奈の4枚目のシングル。本作の挿入歌を収録。なお、CDには茉奈 佳奈バージョンと、feat. シジミジルバージョンが入っている。DVD付き初回限定盤（UPCH-89047）も同日発売。
- 『NHK連続テレビ小説「だんだん」オリジナル・サウンドトラック』（NAYUTAWAVE RECORDS UPCH-20136 2008年12月24日発売）
劇中で使われている村松崇継、チャコ（六子）、「シジミジル」の音楽を収録。
- 『ふたりうた』（NAYUTAWAVE RECORDS UPCH-20134 2009年1月14日発売）
茉奈 佳奈の初のアルバム。劇中で歌われたり、ファン投票によって決定したカバー曲を収録。なお、「シジミジルのテーマ」は、茉奈 佳奈バージョンとなっている。

### DVD
- 『連続テレビ小説 だんだん 完全版 DVD-BOXⅠ』（バップ VPBX-15952 2009年2月25日発売）
第1週から第8週までの48回分のストーリーと特典映像を収録。また、2週分ずつを収めた単品DVDのレンタルも同日開始（第2弾以降も同じ）。
- 『連続テレビ小説 だんだん 完全版 DVD-BOXⅡ』（バップ VPBX-15953 2009年4月22日発売）
第9週から第16週までの48回分のストーリーと特典映像を収録。
- 『連続テレビ小説 だんだん 完全版 DVD-BOXⅢ』（バップ VPBX-15954 2009年6月24日発売）
第17週から第25週≪最終週≫までの54回分のストーリーと特典映像を収録。
- 『連続テレビ小説 だんだん 総集編』（NHKエンタープライズ NSDS-13778 2009年9月25日発売）
本編の総集編に、未放送シーンと総集編用の新撮シーンを加えて再編集したストーリーと特典映像を収録。

### 切手
- 『フレーム切手 NHK連続テレビ小説 だんだん 039P』（NHKサービスセンター 041200004 2008年11月20日発売）
三倉茉奈・三倉佳奈の写真、松江や京都の風景をデザインした切手。

## ドラマ受賞歴
- 第4回縁結び大賞[16]（神話の国縁結び観光協会主催）